# 닥터 스트레인지: 서약
《닥터 스트레인지: 서약》(영어: Doctor Strange: The Oath)은 2007년 마블 코믹스에서 펴낸 만화 작품이다. 브라이언 K. 본이 글을 쓰고 마르코스 마르틴이 그렸다. 2006년 12월부터 2007년 4월까지 총 5이슈로 연재되었다.
내용은 주인공 닥터 스트레인지가 자신을 죽이려는 자를 찾아내고 동시에 웡의 병을 고친다는 이야기이다.